# Mijo Kišpatić
Mijo Kišpatić (Osijek, 22. rujna 1851. – Zagreb, 17. svibnja 1926.), bio je hrvatski prirodoslovac, mineralog i petrolog. Bio je prvi hrvatski mineralog.

## Životopis
Mijo Kišpatić rodio se je u Osijeku 1851. godine. U Osijeku je završio osnovnu i srednju školu. Potom je u Beču studirao prirodopis, matematiku i fiziku. Godine 1873. diplomirao je mineralogiju i petrografi u Beču.  Bavio se raznim područjima  prirodoslovlja: petrografijom, mineralogijom,  geologijom,  seizmologijom,  paleontologijom,  zoologijom, botanikom, pedologijom, te i društvenim znanostima kao što je arheologija. Počeo je intenzivno proučavati potrese nakon potresa u Zagrebu 1880. godine.
Bio je dopisni član JAZU (danas HAZU) od 21. studenoga 1883. godine, a redoviti član od 7. studenoga 1893. godine. Bio je redoviti sveučilišni profesor mineralogije i petrografije Mudroslovnog (Filozofskog) fakulteta u Zagrebu od 16. veljače 1896. godine, a iste godine imenovan je i ravnateljem Mineraloško-petrografskog odjela Narodnoga prirodoslovnog muzeja u Zagrebu (danas Hrvatski prirodoslovni muzej). U mirovinu je otišao 11. veljače 1918. godine.
Pisao je udžbenike iz petrografije, mineralogije i seizmografije. Bio je prvi doktor znanosti s područja prirodnih znanosti u Hrvatskoj, obranivši prirodoslovni doktorat na Sveučilištu u Zagrebu (tada Sveučilišta Franje Josipa I.) 7. svibnja 1881. godine. Pisao je i pod pseudonimom Mišo Kišpatić.
Umro je u Zagrebu 1926. godine. Pokopan je na zagrebočkome groblju Mirogoju.
Po njemu nazvana ulica u Zagrebu, ulica u kojoj je Klinički bolnički centar Rebro.

## Djela
Nepotpun popis:
- Životinje našozemske i njeke tudjozemske, 1-2. Zagreb, 1872. – 1875.
- Zemljoznanstvo obzirom na šumarstvo i gospodarstvo, Zagreb, 1877.
- Slike iz rudstva, Zagreb, 1878., (prošireno izd. 1914., suautor Fran Tućan)
- Rudstvo za niže razrede srednjih škola, Zagreb, 1880. (8 izd. do 1920.)
- Slike iz geologije, Zagreb, 1880.
- Novovjeki izumi u znanosti, obrtu i umjetnosti, Zagreb, 1882. (suautor Ivan Šah) (prijetisak, Hrvatska zajednica tehničke kulture, Matica hrvatska, 1997.)
- Iz bilinskoga svieta, 1-3. Zagreb, 1884. – 1889.
- Kukci, 1-2. Zagreb, 1886. – 1887.
- Ribe, Zagreb, 1893.

## Nagrade
- 1877.: Nagrada iz zaklade Ivana N. grofa Draškovića, za djelo Slike iz rudstva.[6]
- 1879.: Nagrada iz zaklade Ivana N. grofa Draškovića, za djelo Slike iz geologije.[6]
- 1884.: Nagrada iz zaklade Ivana N. grofa Draškovića, za djelo Iz bilinskoga svieta. Knjiga prva.[7]
- 1885.: Nagrada iz zaklade Ivana N. grofa Draškovića, za djelo Iz bilinskoga svieta. Knjiga druga.[7]
- 1886.: Nagrada iz zaklade Ivana N. grofa Draškovića, za djelo Kukci. Prirodoslovne crtice. Knjiga prva.[7]
- 1887.: Nagrada iz zaklade Ivana N. grofa Draškovića, za djelo Kukci. Prirodoslovne crtice. Knjiga druga.[7]
- 1888.: Nagrada iz zaklade Ivana N. grofa Draškovića, za djelo Iz bilinskoga svieta. Knjiga treća.[7]
- 1892.: Nagrada iz zaklade Ivana N. grofa Draškovića, za djelo Ribe: prirodoslovne i kulturne crtice.[8]

## Vanjske poveznice
- Životopis na essekeri.hr  Arhivirana inačica izvorne stranice od 4. veljače 2010. (Wayback Machine)
- Kišpatić, Mijo (Mišo), hbl.lzmk.hr
- Autori: Mijo Kišpatić, Elektronička izdanja nekih njegovih knjiga na matica.hr  Arhivirana inačica izvorne stranice od 30. svibnja 2017. (Wayback Machine)
- Digitalizirana građa na library.foi.hr
- Alojz Getliher, Mijo Kišpatić, istaknuti hrvatski petrograf i popularizator prirodoslovlja  Arhivirana inačica izvorne stranice od 4. kolovoza 2021. (Wayback Machine), lzmk.hr